# Pablo Carlevaro
Pablo Virgilio Carlevaro Bottero, auch Pablo V. Carlevaro, (* 25. Dezember 1927 in Montevideo, Uruguay; † 31. Oktober 2015 ebenda) war ein uruguayischer Mediziner und Autor. 
Pablo Carlevaro war engagiert in der Federación de Estudiantes Universitarios del Uruguay (FEUU). 1958 wurde er Professor für Biophysik und Medizin und wurde 1969 zum Dekan der medizinischen Fakultät der Universidad de la República (UdelaR) gewählt. Dieses Amt hatte er bis 1973 und erneut von 1985 bis 1992 inne. Während der zivil-militärischen Diktatur in Uruguay weilte er zwölf Jahre im Exil. Nach Stationen in Peru, Kuba und Mexiko kehrte er erst nach dem Ende des autoritären Regimes nach Uruguay zurück und war bis zu seiner Emeritierung 1993 an der Universidad de la República tätig. Er war Gründer des Proyecto Apex-Cerro.
Er hatte wesentlichen Anteil am Aufbau der Universidad de la República und wurde dafür 2014 mit der Ehrendoktorwürde der UdelaR geehrt.